# Смољан
Смољан (буг. Смолян) град је у Републици Бугарској, у јужном делу земље. Град је управно седиште Смољанске области. Смољан је најмање управно седиште у земљи.

## Географија
Град Смољан се налази у јужном делу Бугарске. Од престонице Софије Смољан је удаљен око 240 km, а од најближег већег града, Пловдива, град је удаљен око 100 km.
Област Смољана налази се у средишњем делу Родопа на знатној надморској висини од 1.000 m н. в., а око града се налазе бројни планински врхови виши од 2.000 m н. в. По томе је то највише обласно средиште и значајније градско насеље у Бугарској. Ово је погодовало развоју зимског и планинског туризма, па су се у близини града развили значајна туристичка одредишта Пампорово и Чепеларе.
Кроз Смољан протичу две реке: Черна (буг. Црна) и Бјала (буг. Бела).
Клима у граду је континентална са утицајем планинске климе због знатне надморске висине.
66% општине Смољан покривају шуме, што је много више од државног просека.

## Историја
Окружење Смољана је насељено још у време Трачана. Сматра се да је град добио име по словенском племену Смољани, који су населили ову област почетком средњег века. Касније тога овим простором владају Византија, средњовековна Бугарска, Османско царство.
Смољан се посебно развио током последњег дела владавине Османског царства у 19. веку, када је град био познат под називом стари Пашмакли и био претежно насеље Бугара муслимана - Помака. 1878. године Смољан је припојен нонооснованој држави Бугарској.

## Становништво
По проценама из 2007. године град Смољан имао је око 31.000 становника. Већина градског становништва су етнички Бугари. Остатак су Помаци, Турци и Роми. Последњих 20ак година град губи становништво због удаљености од главних токова развоја у земљи. Оживљавање привреде требало би зауставити негативни демографски тренд.
Већинска вероисповест становништва је православна, а мањинска ислам.

## Партнерски градови
- Зул
- Ксанти
- Мотрил
- Виру
- Махачкала
- Истанбул
- Еилат